# Karl (Comic)

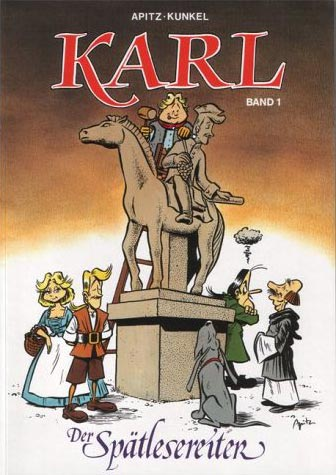
Karl – der Spätlesereiter, Einband 1

Die Comicserie Karl handelt von Begebenheiten im Rheingau, die regelmäßig mit dem dort wachsenden Wein zusammenhängen. Das Werk von Zeichner Michael Apitz und den Autoren Eberhard Kunkel und  Patrick Kunkel erzählt Geschichten ihrer Comicfigur Karl.
Die 12 Bände erschienen zwischen 1988 und 2004 beim ak-Verlag in Walluf. Von 2017 bis 2018 erschien eine vierteilige Gesamtausgabe bei Finix Comics.

## Inhalt
Der erste Band erklärt den Beinamen der Hauptfigur Karl. Aufgegriffen wird die Geschichte der Entdeckung der Spätlese. Der tapfere Karl wird 1775 ausgeschickt, beim Fuldaer Bischof die Erlaubnis zur Weinlese im Rheingauer Klostergut Johannisberg einzuholen. Auf dem Weg lauert ihm aber sein missgünstiger Konkurrent Ferdinand auf. Als er schließlich auf dem Johannisberg eintrifft, ist die Ernte bereits in Fäulnis übergegangen. Mit Hilfe seines Freundes Oskar und seines Hundes Grandpatte verkeltert er die Trauben dennoch und entdeckt die Spätlese.
Die Geschichten drehen sich sämtlich um historische Ereignisse und Besonderheiten des Rheingaus und des Weins. Die Abenteuer führen zum Beispiel Karl und Oskar auf den Spuren von Goethes Italienischer Reise nach Italien, zur Kaiserkrönung nach Frankfurt oder bis nach Paris. Eine große Rolle spielen immer wieder die Franzosen, da der Rheingau damals zeitweise von französischen Revolutionstruppen besetzt war.

## Veröffentlichungen
- Band 1: Der Spätlesereiter, 1988, ISBN 3-925771-02-6.
- Band 2: Das Faß der Zisterzienser, 1989, ISBN 3-925771-04-2.
- Band 3: Die Revolution, 1990, ISBN 3-925771-05-0.
- Band 4: Der Fall Loreley, 1992, ISBN 3-925771-10-7.
- Band 5: Das Gold der Nibelungen, 1994, ISBN 3-925771-12-3.
- Band 6: Ballon Bonaparte, 1995, ISBN 3-925771-14-X.
- Band 7: Lord am Rhein, 1996, ISBN 3-925771-17-4.
- Band 8: Die Krönung, 1997, ISBN 3-925771-22-0.
- Band 9: Italiänische Reise, 1999, ISBN 3-925771-27-1.
- Band 10: Paris, 9. Thermidor, 2000, ISBN 3-925771-31-X.
- Band 11: Das Boot, 2002, ISBN 3-925771-37-9.
- Band 12: Das Erbe, 2004, ISBN 3-925771-42-5.
- Gesamtausgabe Band 1, 2017, ISBN 978-3945270530
- Gesamtausgabe Band 2, 2018, ISBN 978-3945270547
- Gesamtausgabe Band 3, 2018, ISBN 978-3945270554
- Gesamtausgabe Band 4, 2018, ISBN 978-3945270561

Die Comics sind teilweise auch in Englisch, Japanisch und Französisch erhältlich. Mittlerweile sind zudem acht Kriminalromane von Eberhard Kunkel mit Karl als Protagonisten erschienen.